# Oostenrijk op het Eurovisiesongfestival 1996
Oostenrijk nam deel aan het  Eurovisiesongfestival 1996, gehouden  in Oslo, Noorwegen. Het was de 35ste deelname van het land aan het festival.

## Selectieprocedure
Net zoals het voorbije jaar koos men ervoor om geen nationale finale te organiseren.
In plaats daarvan was er een interne selectie, waarbij men de zanger George Nussbaumer aanwees met het lied Weil's dr guat got. Dit lied werd gezongen in het Vorarlbergs.

## In Oslo
Op het festival in Noorwegen moest Oostenrijk aantreden als 8ste, na Kroatië en voor Zwitserland. Na het afsluiten van de stemmen bleek dat Nussbaumer op een 10de plaats was geëindigd met 68 punten.
Hij ontving 2 keer het maximum van 12 punten.
Nederland en België hadden geen punten over voor deze inzending.

### Gekregen punten

#### Finale
| 12 punten           | 10 punten | 8 punten          | 7 punten      | 6 punten                |
| ------------------- | --------- | ----------------- | ------------- | ----------------------- |
| - Frankrijk - Malta |           | - Ierland - Polen | - Estland     | - Bosnië en Herzegovina |
| 5 punten            | 4 punten  | 3 punten          | 2 punten      | 1 punt                  |
| - Portugal          | - Turkije | - Slowakije       | - Griekenland | - Slovenië              |

### Punten gegeven door Oostenrijk

#### Finale
Punten gegeven in de finale:
| 12 punten | Nederland           |
| 10 punten | Zweden              |
| 8 punten  | Noorwegen           |
| 7 punten  | Ierland             |
| 6 punten  | IJsland             |
| 5 punten  | Estland             |
| 4 punten  | Polen               |
| 3 punten  | Verenigd Koninkrijk |
| 2 punten  | Cyprus              |
| 1 punt    | Portugal            |

1957 · 1958 · 1959 · 1960 · 1961 · 1962 · 1963 · 1964 · 1965 · 1966 · 1967 · 1968 · 1969-1970 · 1971 · 1972 · 1973-1975 · 1976 · 1977 · 1978 · 1979 · 1980 · 1981 · 1982 · 1983 · 1984 · 1985 · 1986 · 1987 · 1988 · 1989 · 1990 · 1991 · 1992 · 1993 · 1994 · 1995 · 1996 · 1997 · 1998 · 1999 · 2000 · 2001 · 2002 · 2003 · 2004 · 2005 · 2006 · 2007 · 2008-2010 · 2011 · 2012 · 2013 · 2014 · 2015 · 2016 · 2017 · 2018 · 2019 · 2020 · 2021 · 2022 · 2023 · 2024 · 2025